# Töyrysaari (ö i Södra Savolax)
Töyrysaari är en ö i Finland. Den ligger i sjön Puula och i kommunen Kangasniemi i den ekonomiska regionen  S:t Michel och landskapet Södra Savolax, i den södra delen av landet, 210 km norr om huvudstaden Helsingfors. Öns area är 0,5 hektar och dess största längd är 80 meter i sydväst-nordöstlig riktning.